# Kerma
Kerma es el nombre moderno dado al que fue el centro de un reino de Nubia, probablemente llamado por los egipcios Kash (de donde derivó Kus o Kush) al sur de la segunda catarata del Nilo, puede que hasta la cuarta. Algunos sitúan Iam entre la quinta y sexta catarata y era independiente pero otros lo consideran el nombre del reino en el primer estadio de la cultura de Kerma, situado entre la segunda y cuarta catarata. El nombre antiguo de la ciudad no se conoce. En el segundo estadio el nombre de Kush para el reino (que los egipcios dieron a la parte central de Nubia), aunque muy probable, está todavía por demostrar.
El nombre viene de la moderna ciudad sudanesa de Kerma o Karmah a unos 15 km al sur de la tercera catarata, en la ribera oriental del río Nilo.
Típico de la cultura de Kerma es la cerámica rojiza o marrón con tapa negra, que desde la Kerma clásica está hecha con torno. Los medios de vida era la agricultura, especialmente del ganado.

## Origen

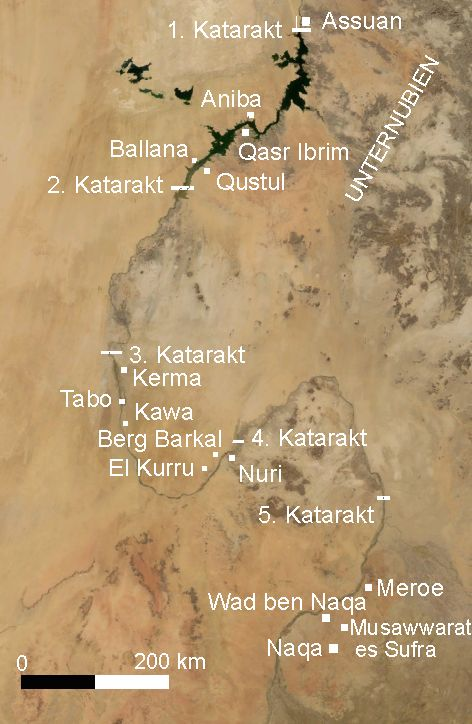
Geografía de Nubia (NASA).

El poblado más antiguo en Kerma está datado poco después del 5000 a. C. (hacia 4800 a. C.) y corresponde a una cultura de pastores identificada desde el año 7500 a. C., en donde se han encontrado las primeras evidencias de domesticación de los rebaños; asimismo se ha encontrado también un cementerio de este período.
El segundo poblado de Kerma corresponde a la gente señalada como grupo A de Nubia (hacia el 3500 al 2200 a. C.) posibles descendientes de la cultura de pastores anterior, denominada Pre-Kerma. Tenía unas cincuenta casas de planta circular, de unos tres metros de diámetro, con alguna de más de siete metros, supuestamente para otras funciones u ocupadas por los cabecillas; tan sólo dos casas son rectangulares, puede que para guardar ganado. Antes del 2500 a. C. el Nilo, de repente, se desvió al oeste y el establecimiento Pre-Kerma fue abandonado, y se construyó una nueva ciudad cerca del río que se convertiría en la capital en el siguiente periodo.
La cultura correspondiente al tercer poblado, se inició al final de este período, con la llegada del grupo C (período denominado Antiguo Kerma), que hacia el 2000 a. C. se consolidó con asentamientos principales en Kerma y en la Isla de Sai (periodo Kerma Medio). Se supone que fue durante esta época (hacia el 2000 a. C.) la principal ciudad de Nubia y fue así durante unos quinientos años. Su nombre antiguo no es conocido, y se le da el nombre moderno, pero los egipcios llamaban a la región Cus o Kush, que podría ser también el nombre de la capital. Localizada en medio de una región fértil, donde llovía a menudo, estaba bien situada para ser capital de un estado, a unos 250 km de la fortaleza egipcia más cercana. Kerma fue conquistada por Tutmosis I hacia el 1530 a. C. 

## Características de Kerma

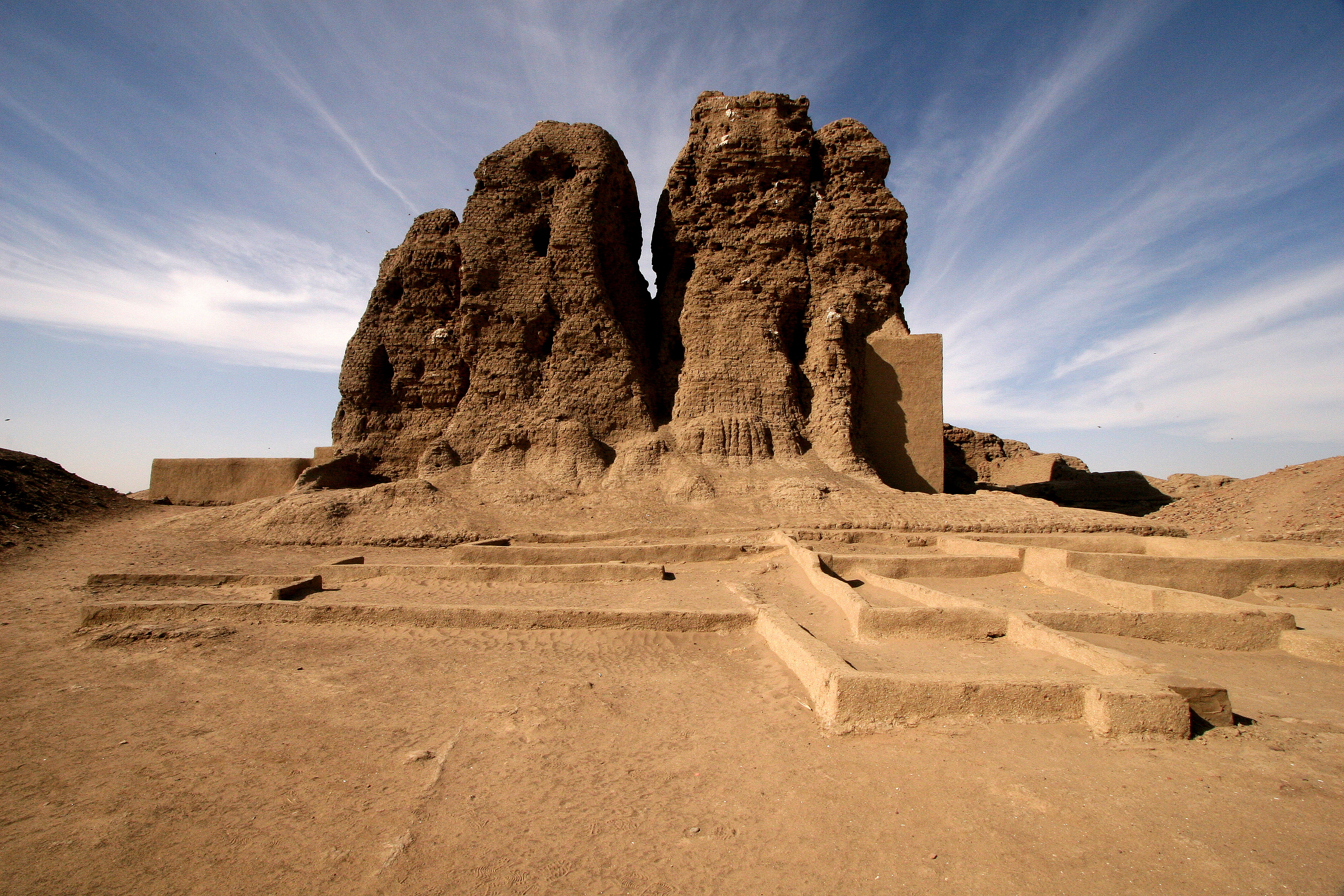
El gran templo de ladrillo de barro, conocido como el Deffufa occidental en la antigua ciudad de Kerma, Sudán.

Excavada por Reisner en el periodo 1913-1915, se volvió a excavar en 1973, y un estudio metódico comenzó en 2005 bajo las órdenes de Matthieu Honegger, estudio que recoge la obra de Charles Bonnet.  Los descubrimientos arqueológicos de estas excavaciones están expuestos in situ en el Museo de Kerma.
La ciudad estaba rodeada de murallas, tenía un palacio y un santuario, así como unas 200 casas de planta circular al principio, y más tarde rectangulares; fuera de las murallas había muchas más casas.
El palacio estaba rodeado de una estructura de unos doce metros de diámetro y de otra estructura rectangular cuatro veces más grande.
Parece que había un área de templos dedicados al culto de los reyes muertos, y al lado del río había talleres para hacer barcas y almacenes.
El edificio principal, o al menos el más grande, fue una casa de adobes que medía en la última fase unos 18 metros de altura y 50 x 25 en los lados; este edificio es conocido como Deffufa Occidental (Deffufa es el nombre antiguo de las casas de adobe en Sudán), mientras que un edificio similar pero un poco más pequeño, situado en el cementerio, es conocido como Deffufa oriental; no se sabe para qué servían estas Deffufa, pero se supone que fueron templos.
Su cementerio está a unos tres kilómetros al este del Nilo, y cubre una superficie de 1800 x 800 metros. Se encuentran tumbas hasta una fecha cercana al 1500 a. C. (hacia el 1480 a. C.) en un número aproximado de treinta y cinco mil. Las más antiguas están en el norte y las últimas al sur; en esta parte hay cuatro montañas artificiales de noventa metros de diámetro y otras más pequeñas que se supone correspondían a las tumbas de los reyes y están próximas al Deffufa oriental, que podría ser la capilla funeraria de los reyes.
En el cementerio hay tumbas construidas con piedras pequeñas y grandes, siendo estas últimas las de las personas de más importancia. Los cuerpos están enterrados en fosos ovales de 1,5 metros de fondo, con comida al lado. Los cuerpos están flexionados mirando a la derecha, las manos en la cara, los pies hacia el este y la cabeza en dirección al oeste, mirando al norte. Inicialmente estaban en alfombrillas, pero más tarde se colocaron en lechos, como si durmieran, y tapados con una alfombra. En las tumbas más recientes hay varios individuos en una sola, que se supone fueron sacrificios humanos. Incluso mucha gente era enterrada con su perro.
Los sepulcros se tapaban con montoncitos de tierra decorados con piedras blancas o negras del desierto.
Las tres tumbas más grande al sur tienen 90 metros de diámetro y casi cuatro metros de alto. Dentro de la estructura se hicieron paredes de adobes para evitar el movimiento de la arena. En el centro del montón había una cámara pequeña conectada a un pasillo que recorría el diámetro de la tumba; y en la cámara estaba el cuerpo del rey y sus posesiones más preciadas. Además había puertas de madera en las paredes enyesadas (donde se aprecian restos de pinturas) y parece que se les ponía una barca para su futuro viaje por el río. En las tres tumbas se colocó un monolito de mármol de diez toneladas.
En los años siguientes, en las cercanías de la gran tumba, se iban formando tumbas subsidiarias, algunas muy ricas, con muchas personas sacrificadas, que debían corresponder a las más importantes y cercanas al rey. 
En los pasajes había docenas de cuerpos (en algún caso más de 300) de gente que debían ser sacrificadas a la muerte del rey, como su servicio personal, y también mujeres y niños; las esposas y las mujeres del servicio del rey parece que eran enterradas con éste.
Después del entierro y de cubrir con piedras la montaña de arena, se sacrificaban animales (por miles) y sus pieles eran dispersadas por el perímetro.
Los primeros reyes fueron enterrados en arena y la idea de la cámara parece que fue importada de Egipto.
La fase más conocida es la Kerma clásica, de la que, como se ha dicho, en la excavación de la ciudad se encontró un palacio y muchas tumbas que son de este periodo. De las tres principales tumbas mentadas, se cree que una pertenece al rey Nedyeh que debió ser uno de los más poderosos y fue enterrado con unos 300 sirvientes. Se conocen los nombres de un par de reyes de Kerma (Awawa sobre el 1850 a. C., y Nedyeh hacia el 1650 a. C.) a través de los egipcios. De Awawa (o Awa’a) se ha encontrado el nombre escrito en tinta en trozos de una escultura de arcilla rota expresamente (se debía considerar la imagen del enemigo), hecha hacia el 1850 a. C., y sólo se dice que era rey de Kush.
Nedyeh es mentado en un jeroglífico encontrado en Buhen, que fue ocupada por Kerma durante el primer período intermedio, y que pertenecía a un soldado que explica que había servido para el rey nubio, y que se había «limpiado los pies con el rey Nedyeh en las aguas de Kush».

## Destino de Kerma
Algunos reinos menores, como Irtjet, Zatju y Wawat quedaron unificados bajo un único rey y se supone que esto fue obra del rey de Kerma.
Finalmente, hacia el 1900 a. C., Kerma era un reino unificado y el faraón Sesostris I comenzó a establecer algunas posiciones militares en la frontera.
Sesostris III construyó fortalezas, como la de Buhen, y dirigió al menos un ataque en Kerma, ataque en el que el cronista dice, haciendo hablar al faraón: «Me llevé a sus mujeres, a sus hombres de todas les edades, capturé sus pozos, maté a sus bueyes, y me llevé o quemé sus cosechas.»
La tercera fase de la cultura de Kerma (llamada Kerma clásica) está datada hacia el 1700 a. C., pero después de 150 años fue eliminada por los egipcios que, después de algunos ataques previos entre el 1550 y el 1530, conquistaron la ciudad y reino de Kerma (o Kush) hacia el 1530 a. C. bajo Tutmosis I (y la dominaron entre el 1530 a. C. y el 1325 a. C.).
El último rey de Kush fue llevado a Egipto «colgado del revés en la proa de la barca de remolque del faraón», y el gobierno del territorio fue concedido a un hijo del faraón. Ochenta años después (hacia 1452 a. C.), la gente de Kerma se rebeló, siendo faraón Amenhotep II, pero fueron derrotados y siete de los líderes de la revuelta fueron capturados y ejecutados personalmente por el faraón con la maza real. Los cadáveres de seis de ellos se colgaron de los muros del templo de Amón en Tebas, y el séptimo de las murallas de una ciudad de Nubia «para que el victorioso poder de su majestad pueda ser visto por todo el pueblo y para siempre».
Más tarde, cuando se acabó el dominio egipcio, el centro de poder nubio se desplazó hacia Napata, más al este, donde con el tiempo surgió un nuevo reino.